# Искендер паша (квартал на Истанбул)
„Искендер паша“ (на турски: İskenderpaşa) е квартал на Истанбул, разположен в градска околия Фатих. Общата му площ е 0,42 км2. Според данни на Адресната система за регистриране на населението (ABPRS) към 2024 г. населението на „Искендер паша“ е 11 316 жители.